# Pierre Duhem
Pierre Maurice Marie Duhem (ur. 10 czerwca 1861 w Paryżu, zm. 14 września 1916 w Cabrespine) – francuski naukowiec: fizyk, historyk nauki, filozof i matematyk.
Jego stanowisko filozoficzne bliskie było pozytywizmowi i konwencjonalizmowi. Uważał, że celem nauki nie jest dostarczanie wyjaśnień lecz jedynie systematyzowanie zjawisk. Dorobek naukowy Duhema obejmuje około 400 artykułów i 22 książki.
Zmarł w wieku 55 lat na atak serca w trakcie pieszej wędrówki w Cabrespine.

## Wybrane dzieła
- Leçons sur l'électricité et le magnétisme (1891-1892)
- Les théories de la chaleur (1895)
- Le mixte et la combinaison chimique. Essai sur l'évolution d'une idée (1902)
- L'évolution de la mécanique (1902)
- Les origines de la statique (1903)
- La théorie physique son objet et sa structure (1906)
- Études sur Léonard de Vinci. Paris, F. De Nobele, 1906-13; 1955. 3 v. 1. sér.
  - I. Albert de Saxe et Léonard de Vinci.
  - II. Léonard de Vinci et Villalpand.
  - III. Léonard de Vinci et Bernardino Baldi.
  - IV. Bernardino Baldi, Roberval dt Descartes.
  - V. Thémon le fils du juif et Léonard de Vinci.
  - VI. Léonard de Vinci, Cardan et Bernard Palissy.
  - VII. La scientia de ponderibus et Léonard de Vinci.
  - VIII. Albert de Saxe. 2. sér.
  - IX. Léonard de Vinci et les deux infinis.
  - X. Léonard de Vinci et la pluralité des mondes.
  - XI. Nicolas de Cues et Léonard de Vinci.
  - XII. Léonard de Vinci et les origines de la géologie. 3. sér. Les précurseurs parisiens de Galilée:
  - XIII. Jean I. Buridan (de Béthune) et Léonard de Vinci.
  - XIV. Le tradition de Buridan et la science italienne au XVIe siecle.
  - XV. Dominique Soto et la scolastique parisienne.
- Sozein ta phainomena. Essai sur la Notion de Théorie physique de Platon à Galilée (1908)
- Traité de l'énergétique (1911)
- Le Système du Monde. Histoire des Doctrines cosmologiques de Platon à Copernic, 10 vols., (1913—1959)